# La Main qui venge
Pour plus de détails, voir Fiche technique et Distribution.
La Main qui venge (Dark City) est un film américain réalisé par William Dieterle en 1950.

## Synopsis
Dan Haley (Charlton Heston), ex-soldat amer et sombre, patronne aujourd'hui un tripot clandestin. Un soir, une descente de police réduit à néant son activité. Trop démuni pour quitter la ville, il noie son pessimisme en fréquentant le cabaret où chante sa presque petite amie Fanny (Lizabeth Scott). Là, Dan fait la connaissance d'Arthur Winant (Don Defore), un bon père de famille en déplacement professionnel. Dan, aux abois, lui tend un piège, et l'invite dans une partie de poker déguisée. Pour ce premier soir, l’invité sort vainqueur et rafle tous les gains. Mais au soir suivant, à l’insu de Dan, les cartes sont truquées et Arthur se fait ratiboiser, jusqu’à perdre le gros chèque confié par sa société. Le lendemain, on apprend par les journaux que le malheureux s’est suicidé. Dan, affecté, s’accorde le droit de ne pas encaisser le chèque, causant la surprise parmi les autres joueurs. Bientôt, l’un d’eux est assassiné, étranglé par un homme dont on ne voit que la main. On se doute qu’il s’agit de Sydney, un psychopathe brutal venu venger son frère. Confronté à un tueur qu'il ne connait pas, Dan décide d’agir et gagne Los Angeles où habite la veuve, Victoria Winant (Viveca Lindfors) qui possède certainement une photo. Pendant ce temps, un autre joueur passe à trépas. La police enquête, arrête Dan, lui conseille de se cacher, lui rappelant qu’il est le dernier vivant des racketteurs.

## Fiche technique
- Titre en français : La Main qui venge
- Titre original : Dark City
- Réalisation : William Dieterle, assisté de Gerd Oswald (non crédité)
- Scénario : John Meredyth Lucas et Larry Marcus, sur un sujet de ce dernier
- Photographie : Victor Milner
- Montage : Warren Low
- Musique : Franz Waxman
- Décors : Sam Comer et Emile Kuri
- Costumes : Edith Head
- Maquillage : Wally Westmore*
- Son : Don Mac Kay et Walter Oberst
- Post-synchronisation sous la direction d’Isy Pront, assisté de André Gerbel, Franstudio St Maurice (Seine)
- Son : J.M. Tanguy et R. Gonnet
- Adaptation française : Jean Mauclair
- Producteur : Hal B. Wallis
- Pays d'origine :  États-Unis
- Langue : Anglais
- Format : Noir et blanc — 35 mm — 1,37:1 — Son : Mono
- Genre : Film dramatique, Film policier, Film noir
- Durée : 98 minutes
- Dates de sortie :
  - États-Unis : 17 octobre 1950
  - France : 4 avril 1952

## Distribution
- Charlton Heston (VF : Alain Nobis) : Daniel Haley
- Lizabeth Scott (VF : Sylvie Deniau, Irène Hilda {chant}) : Fanny
- Viveca Lindfors (VF : Paula Dehelly) : Victoria Winant
- Dean Jagger (VF : Jean Mauclair) : Capitaine Garvey
- Don DeFore (VF : Claude Péran) : Arthur Winant
- Jack Webb (VF : Roger Rudel) : Rodger dit "Augie"
- Ed Begley (VF : Raymond Rognoni) : Barney
- Harry Morgan (VF : Pierre Leproux) : Stolder
- Walter Sande (VF : Michel André) : Swede
- Mark Keuning (VF : Renée Dandry) : Billy Winant
- Mike Mazurki (VF : Pierre Morin) : Sydney Winant
- Walter Burke (VF : Serge Lhorca) : George, le barman
- Sally Corner (VF : Henriette Marion) : la joueuse de Black Jack
- Mike Donovan (VF : Paul Forget) : le sergent de Police
- Byron Foulger (VF : Émile Drain) : le gérant du motel
- Jay Morley (VF : Jacques Berlioz) : l'inspecteur MacDonald